# Анікін Микола Петрович
Микола Петрович Анікін (рос. Николай Петрович Аникин нар. 25 січня 1932, Ішим — пом. 14 листопада 2009, Дулут) — радянський лижник, тренер; олімпійський чемпіон з 1956 року. Виступав за спортивне товариство «Динамо» (Москва).

## Біографія
Народився 25 січня 1932, року в місті Ішимі (тепер Тюменська область, Росія) в сім'ї робітника. Навчався в Ішимській школі № 13 (нині № 4). З 1946 по 1951 рік жив в Рязані (з 6-го по 10-й класи вчився і тренувався). Був чемпіоном Рязанської області. 1954 року закічив Державний центральний ордена Леніна інститут фізичної культури у Москві, отримав спеціальність тренера-викладача. Член КПРС з 1956 року.
Закінчивши спортивну кар'єру, став працювати тренером чоловічої збірної країни, підготував низку хороших спортсменів, зокрема його учень Володимир Воронков став Олімпійським чемпіоном 1972 року і чемпіоном світу 1970 року в естафеті 4х10 км. З 1982 по 1984 рік був головним тренером збірної команди СРСР, з 1989 по 1992 рік працював тренером-консультантом збірної команди США.
Помер 14 листопада 2009 року в місті  Дулуті (Міннесота, США).

## Спортивні досягнення
- Чемпіон зимових Олімпійських ігор 1956 року в естафеті 4х10 км;
- Бронзовий призер зимових Олімпійських ігор 1960 року в гонці на 30 км і естафеті 4х10 км.
- Срібний призер чемпіонату світу 1958 року в естафеті 4х10 км;
- Чемпіон СРСР 1957 року в естафеті 4х10 км.

## Відзнаки
нагороди
- орден «Знак Пошани» (1957);
- медаль «За трудову доблесть»

почесні звання СРСР
- заслужений майстер спорту СРСР з 1956 року;
- заслужений тренер СРСР з 1976 року;